# Bezzia dentifemur
Bezzia dentifemur är en tvåvingeart som beskrevs av Gustavo R. Spinelli 1991. Bezzia dentifemur ingår i släktet Bezzia och familjen svidknott.
Artens utbredningsområde är Colombia. Inga underarter finns listade i Catalogue of Life.